# Ángel La Riva
Ángel La Riva y Berroando o Berraondo (Santiago de Compostela, 1819 - ?) fue un periodista y abogado español, presunto autor de un atentado fallido contra la reina Isabel II en Madrid en 1847. En un proceso poco ortodoxo, fue condenado a muerte, aunque posteriormente la pena le fue conmutada a prisión y después se redujo a destierro, para terminar siendo indultado en 1849.

## Antecedentes
Descendiente de una familia gallega respetable y económicamente acomodada, La Riva estudió derecho en la universidad de Santiago, recibiéndose de abogado en La Coruña. En 1844 viajó a Madrid acompañando a su hermano, que iba a ingresar en un colegio militar, y se estableció en la villa; durante su estancia allí colaboró en el periódico El Clamor Popular y ejerció ocasionalmente como abogado en el bufete de Félix Erenchun, completando sus ingresos económicos con las ayudas recibidas de su familia. En enero de 1847 se casó con Juana Berdeales, sobrina de Ramón de la Sagra, cuyo delicado estado de salud (sufría tisis pulmonar) le llevó a planear el viaje de ambos a Galicia para el día 8 de mayo.
Sin antecedentes penales, simpatizante del partido progresista, era morigerado en sus costumbres y de carácter sosegado, según atestiguaron el periodista Francisco Navarro Villoslada, los diputados Diego Coello y Quesada, Pelegrín Pagés y Agustín Armendáriz y el abogado Félix Erenchun, con quienes mantenía relaciones de amistad. "Bajito, delgado, con anteojos y la voz algo atiplada", La Riva sufría crisis ocasionales de epilepsia parcial compleja, en las cuales durante varios minutos veía alterada su conciencia, permaneciendo aturdido e incapaz de hablar o moverse.

## Los hechos
El 4 de mayo de 1847 sobre las ocho y media de la tarde, ya anochecido, la reina Isabel II regresaba de paseo junto con los infantes Francisco de Paula y Josefa en una carretela descubierta y sin escolta por la calle de Alcalá en dirección a la puerta del Sol; a la altura del número 13, cuando el carruaje real pasaba junto a una berlina de alquiler que ocupada por Ángel la Riva se encontraba parada entre la casa de las diligencias peninsulares y la casa de la aduana, se escucharon dos detonaciones. A su regreso a palacio, la reina declaró a un alférez de la guardia real haber sentido las balas cruzar frente a ella.

## La investigación
Esa misma noche las autoridades comenzaron la investigación sobre los hechos. Se interrogó al correo, cochero, palafreneros y lacayos de la reina, a los carabineros de la aduana, a los empleados de los comercios cercanos y al cochero y lacayo de la berlina de alquiler, pero de las declaraciones de todos ellos no pudo establecerse con certeza si las detonaciones habían sido producidas por disparos o por petardos, ni de dónde habían provenido exactamente; sólo dos ciudadanos ingleses que estaban de paso en Madrid aseguraron haber visto a un hombre disparar desde la berlina parada en la calle. 
En el lugar de los hechos se hallaron restos de un petardo quemado y dos desconchones en una fachada cercana, que fueron analizados por si hubieran sido producidos por impactos de bala.  El encargado del alquiler de coches señaló que en el momento de regresar la berlina se encontró uno de sus cristales empañado con un polvo ceniciento, que los empleados habían limpiado esa misma noche. 
| Tengo a La Riva por un joven de pocos alcances y escasa instrucción, muy pedante y a más fanático en materias políticas. Paréceme además tan cobarde en el fondo como insolente en las palabras. |

Averiguado su domicilio por las señas que dio el cochero de la berlina, en la madrugada del 6 de mayo el jefe político de Madrid Patricio de la Escosura se personó en la vivienda de La Riva, en la calle Concepción Gerónima n.º 13, procediendo a su detención y al registro de su casa, donde se encontraron los billetes a Galicia para el próximo día 8 y dos pistolas de cuatro pulgadas de largo con señales de haber sido disparadas recientemente.  En su declaración ante el juez, La Riva relató que ese día había alquilado la berlina desde el mediodía, y después de hacer algunas gestiones personales en la ciudad se había dirigido a una galería de tiro a la que solía concurrir habitualmente para ejercitarse con las armas; posteriormente, de regreso a su casa, había sufrido uno de sus accesos epilépticos, mandado al cochero detener el carruaje en el lugar de los hechos, sin poder precisar lo ocurrido.

## El proceso
El promotor fiscal Bonifacio Cortés Llanos presentó una acusación por intento de regicidio, extrayendo de la declaración de los testigos la conclusión de que las detonaciones escuchadas habían sido disparos, atribuyendo los desconchones de la fachada a impactos de bala y el polvo encontrado en el cristal de la berlina a pólvora quemada.  El juez decretó prisión contra La Riva.
El abogado defensor Manuel Pérez Hernández recusó al juez, señalando su falta de competencia para conocer en la causa: el ministro de Gracia y Justicia Florencio Rodríguez Vaamonde, del gabinete del presidente Joaquín Francisco Pacheco, la había asignado al decano de la judicatura de Madrid Miguel María Durán, titular del juzgado del distrito del Río, aunque los hechos habían tenido lugar en el distrito del Barquillo, lo cual iba contra el artículo 9 de la constitución de 1845, que disponía que ningún español podía ser procesado ni sentenciado sino por el juez o tribunal competente; además, los delitos contra la vida del rey debían ser juzgados por el Senado, según el artículo 19 de la misma ley.
La recusación fue desestimada en virtud del reglamento para la administración de justicia de 1835, aunque este había sido derogado en 1836, y el juicio prosiguió, pero una repentina enfermedad del juez motivó que el caso llegase a manos de José María Montemayor, titular del juzgado del distrito del Barquillo. A pesar de solicitar la nulidad del primer juicio y el inicio de uno nuevo, el juez del Barquillo continuó la causa ya comenzada.
Finalizado el juicio, en marzo de 1848 La Riva fue condenado a muerte, según lo dispuesto en el código penal vigente en la fecha.
| La Riva es una persona honradísima, de una familia de lo más distinguido por su honradez y moralidad, sin exaltación en sus ideas políticas, de buen trato y demás circunstancias que pueden concurrir en un hombre honrado. |

## Reducción de condena e indulto
Sin embargo, en noviembre de 1848 la pena de muerte fue conmutada a veinte años de prisión, inhabilitación perpetua para cargos políticos y sujeción a vigilancia durante cuarenta años; en julio de 1849 un real decreto dispuso que en lugar de prisión debería cumplir seis años de destierro fuera de Madrid, pero al mes siguiente fue definitivamente indultado con la intercesión del presidente Ramón María Narváez.
Habiendo fallecido su esposa en junio de 1847 durante su estancia en prisión, La Riva abrazó el estado eclesiástico. Según las últimas noticias que de él se tuvieron, tras pasar varios años recluido en un monasterio de Italia, a finales de 1863 marchó como misionero a Siria.
Aunque a lo largo del proceso se recalcó la circunstancia  de que éste fuera el primer intento de regicidio ocurrido en España desde los inicios de la Edad Media, no fue así, pues ya en 1493 había tenido lugar un caso similar, cuando el perturbado Juan de Cañamares había intentado asesinar a Fernando II de Aragón en Barcelona.  Tampoco sería el único atentado, si así se le puede considerar, cometido contra Isabel II: en 1852 el sacerdote Martín Merino y Gómez la apuñaló en el interior del Palacio Real de Madrid, y en 1856 Ramón Fuentes se delató a sí mismo antes de disparar contra ella por encargo de Pedro Redondo y Marqués.